# Sibthorpia conspicua
Sibthorpia conspicua är en grobladsväxtart som beskrevs av Friedrich Ludwig Diels. Sibthorpia conspicua ingår i släktet Sibthorpia och familjen grobladsväxter. Inga underarter finns listade i Catalogue of Life.